# Gynoplistia (Gynoplistia) cyanea
Gynoplistia (Gynoplistia) cyanea is een tweevleugelige uit de familie steltmuggen (Limoniidae). De soort komt voor in het Australaziatisch gebied.